# 雲陽龍屬
雲陽龍屬（意為“雲陽縣的蜥蜴”），是中國重慶市新田溝組的一屬斑龍類恐龍 。该属的模式種和唯一的物種是普安雲陽龍（Yunyangosaurus puanensis）。
在2020年被正式描述之前，這個名字在2019年的SVP文摘中首次被公布。